# Arroyo del Sauce Solo
Der Arroyo del Sauce Solo ist ein Fluss in Uruguay.
Er entspringt auf dem Gebiet des Departamento Canelones in der Cuchilla Grande nordöstlich der Ruta 80. Von dort fließt er überwiegend in südöstliche Richtung. Er unterquert die Ruta 108 und mündet schließlich als rechtsseitiger Nebenfluss nördlich von  Montes in den Arroyo Solís Grande.